# Takagi Hikari
Takagi Hikari (高木 ひかり; Hepburn: Takagi Hikari) (Misima, 1993. május 21. –) japán válogatott labdarúgó.

## Klub
2016 óta a Nojima Stella Kanagawa Sagamihara csapatának játékosa, ahol 53 bajnoki mérkőzésen lépett pályára és 4 gólt szerzett.

## Nemzeti válogatott
A japán U17-es válogatott tagjaként részt vett a 2010-es U17-es világbajnokságon. A japán U20-as válogatott tagjaként részt vett a 2012-es U20-as világbajnokságon.
2016-ban debütált a japán válogatottban. A japán válogatott tagjaként részt vett a 2018-as Ázsia-kupán. A japán válogatottban 19 mérkőzést játszott.

## Statisztika
| Japán válogatott | Japán válogatott | Japán válogatott |
| Időszak          | Mérk.            | gól              |
| ---------------- | ---------------- | ---------------- |
| 2016             | 1                | 0                |
| 2017             | 12               | 0                |
| 2018             | 6                | 1                |
| Összesen         | 19               | 1                |

## Sikerei, díjai
Japán válogatott
- Ázsia-kupa:  Arany; 2018
- U20-as világbajnokság:  Bronz; 2012
- U17-es világbajnokság:  Ezüst; 2010